# Parafia Miłosierdzia Bożego w Zawierciu
Parafia Miłosierdzia Bożego – parafia rzymskokatolicka w Zawierciu, w dzielnicy Blanowice. Należy do dekanatu Zawiercie – NMP Królowej Polski archidiecezji częstochowskiej. Została utworzona w 1989 roku. Kościół parafialny został zbudowany w latach 2001–2005.
Przy parafii swoją działalność prowadzą: Akcja Katolicka, Katolickie Stowarzyszenie Młodzieży, Ruch „Światło Życie”, schola, Zespół Charytatywny, Bractwo Trzeźwości Św. Maksymiliana Kolbego, Bractwo Miłośników Miłosierdzia, Żywy Różaniec.